# Lamyropsis cynaroides
Lamyropsis cynaroides ist eine Pflanzenart aus der Gattung Lamyropsis in der Familie der Korbblütler (Asteraceae).

## Merkmale
Lamyropsis cynaroides ist ein ausdauernder Schaft-Hemikryptophyt, der Wuchshöhen von 20 bis 60 Zentimetern erreicht. Der Stängel ist weiß und spinnwebig überzogen. Die Blätter sind fiederteilig bis fiederschnittig. Die Blattoberseite ist an den Nerven zottig, die Unterseite ist weißfilzig. Die Blätter sind in 3 bis 5 Abschnitte unterteilt, die 1,5 bis 4 Millimeter lange Dornen besitzen. Die Körbchen sind gestielt und einzeln angeordnet. Die Spitzen der Hüllblätter sind lang, abstehend bis zurückgeschlagen und pfriemlich. Die Früchte sind 5 bis 6 Millimeter groß, der Pappus 17 bis 21 Millimeter.
Die Blütezeit reicht von April bis Juni.

## Vorkommen
Lamyropsis cynaroides kommt im nordöstlichen Mittelmeerraum vor: in Griechenland, Kreta und in der Türkei. Die Art wächst in offenen Kiefernwäldern, auf Brachland, Ruderalstellen und überweideter Phrygana. Auf Kreta ist sie in Höhenlagen von 0 bis 1450 Metern zu finden.

## Taxonomie
Synonyme von Lamyropsis cynaroides (Lam.) Dittrich sind: Carduus cynaroides Lam., Chamaepeuce cynaroides (Lam.) DC., Cirsium cynaroides (Lam.) Spreng.

## Belege
1. 1 2 3 4  Ralf Jahn, Peter Schönfelder: Exkursionsflora für Kreta. Mit Beiträgen von Alfred Mayer und Martin Scheuerer. Eugen Ulmer, Stuttgart (Hohenheim) 1995, ISBN 3-8001-3478-0, S. 324.
2. 1 2  Werner Greuter (2006+): Compositae (pro parte majore). – In: W. Greuter & E. von Raab-Straube (Hrsg.): Compositae. Euro+Med Plantbase - the information resource for Euro-Mediterranean plant diversity. Datenblatt Lamyropsis cynaroides In: Euro+Med Plantbase - the information resource for Euro-Mediterranean plant diversity.